# 캅포우기

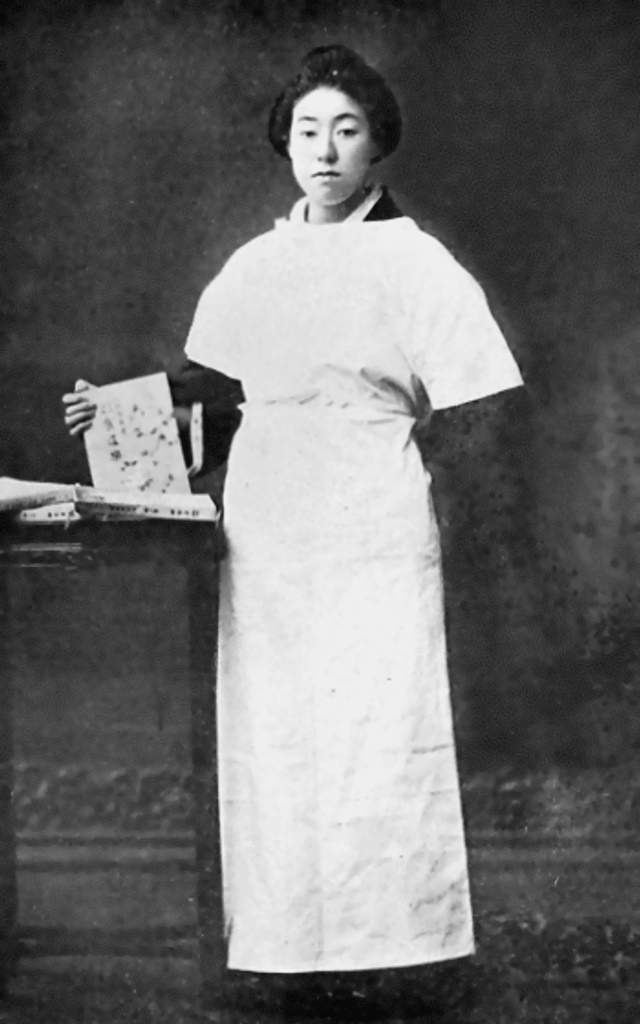
캅포우기를 입은 무라이 타카코.

캅포우기(일본어: 割烹着)는 일본식 전통 앞치마다. 소매가 달려 있어서 또 하나의 옷으로서 착용하는 개념이다.
여성이 가사노동을 할 때 기모노를 보호하기 위해 고안된 것으로, 기모노의 넓은 소매가 들어갈 수 있는 넓은 소매폭과 소매길이를 가지고 있다. 소매에 팔을 넣고 어깨 뒤와 허리 뒤에서 묶는다.